# 仰卧秆萤蔺
仰卧秆萤蔺（学名：Schoenoplectiella supina）为莎草科萤蔺属下的一个植物种。